# Black Sails (Fernsehserie)
Black Sails ist eine US-amerikanische Abenteuerserie, die von Jonathan E. Steinberg und Robert Levine für den Kabelsender Starz entwickelt wurde.
Die Fernsehserie erzählt eine Vorgeschichte zu Robert Louis Stevensons Roman Die Schatzinsel. Zudem integriert sie historische Ereignisse wie den Untergang der Urca de Lima und Figuren wie die Piraten Jack Rackham, Anne Bonny, Charles Vane, Benjamin Hornigold, Edward Low, Blackbeard, Israel Hands, Mary Read und den Gouverneur der Bahamas Woodes Rogers in die Handlung. Produziert wurde sie unter anderem von Michael Bay.
Insgesamt wurden vier Staffeln gedreht. Die Erstausstrahlung der ersten Episode in den Vereinigten Staaten erfolgte am 25. Januar 2014 auf dem Sender Starz und wurde zudem auch (frei) auf Youtube veröffentlicht, die Erstausstrahlung der letzten Episode erfolgte am 2. April 2017. In Deutschland wurde die letzte Staffel am 1. April 2017 auf dem Streamingportal Maxdome veröffentlicht.

## Handlung
Die Ereignisse spielen etwa 20 Jahre vor der Handlung des Romans Die Schatzinsel: Im Jahr 1715 macht Captain Flint mit seiner Crew Jagd auf das spanische Schatzschiff Urca de Lima. Mit der erhofften großen Beute wollen sich die Piraten auf der Karibikinsel New Providence Island zur Ruhe setzen, die zu jener Zeit von Gesetzlosen, Prostituierten und entflohenen Sklaven bevölkert ist und von der Familie Guthrie wirtschaftlich beherrscht wird. In dem Piraten Charles Vane, zu dessen Crew auch die Piraten Anne Bonny und Jack Rackham gehören, haben Flint und seine Mannschaft einen gefährlichen Konkurrenten.

## Produktion
Im Mai 2012 bestellte der Kabelsender Starz die Piratenserie Black Sails ohne Erstellung eines Serienpiloten direct-to-series. Produzent war Michael Bay. Ende 2012 wurden die Hauptrollen unter anderem mit den bekannten Schauspielern Toby Stephens, Jessica Parker Kennedy, Tom Hopper und Mark Ryan besetzt.
Die ersten beiden Staffeln wurden in den Cape Town Film Studios in Neath, Port Talbot und Kapstadt gedreht. Noch vor Ausstrahlung der ersten Staffel wurde im Juli 2013 eine zehnteilige zweite Staffel bestellt. Die Dreharbeiten zur zweiten Staffel begannen im November 2013.
Starz mietete für die Produktion alle vier Bühnen des Studios. Für die Filmszenen in Nassau wurde eine komplette Kulissenstadt erbaut. Für die Schiffs- und Strandszenen wurden eigens zwei spezielle Wassertanks erbaut. Der Tank für die Schiffszenen fasste fünf Millionen Liter Wasser und war bis zu fünf Meter tief. Er erlaubte die Verwendung von bis zu 40 Meter langen Schiffsmodellen und Wellenmaschinen. Der Tank für die Strandszenen umfasste sieben Millionen Liter Wasser. Für die erste Staffel wurden zwei Schiffsmodelle in Originalgröße gebaut, eines bildete ein vollständiges Schiff nach, während das zweite lediglich aus einer Schiffshälfte bestand. Da das ursprüngliche Schiff der Piratenmannschaft um Kapitän Flint am Ende der ersten Staffel versenkt wird und Flint mit seiner Mannschaft zu Beginn der zweiten Staffel ein spanisches Kriegsschiff (Galeone) stiehlt, wurde für die zweite Staffel noch ein drittes Schiff in Originalgröße gebaut.
Im Oktober 2014 verlängerte Starz die Serie um eine dritte Staffel. Im August 2015, noch vor Ausstrahlung der dritten Staffel, gab Starz die Order für die vierte und letzte Staffel bekannt.

## Besetzung und Synchronisation
Die deutsche Synchronisation entsteht nach einem Dialogbuch von Holger Twellmann und Cornelius Frommann, sowie unter der Dialogregie von Dietmar Wunder durch die Synchronfirma Scalamedia GmbH in Berlin.

### Hauptdarsteller
| Rollenname                        | Schauspieler/in        | Episoden        | Synchronsprecher/in |
| --------------------------------- | ---------------------- | --------------- | ------------------- |
| Captain James „Flint“ McGraw      | Toby Stephens          | 1.01–4.10       | Thomas Nero Wolff   |
| Eleanor Guthrie                   | Hannah New             | 1.01–4.09       | Manja Doering       |
| Long John Silver                  | Luke Arnold            | 1.01–4.10       | Frank Schaff        |
| Max                               | Jessica Parker Kennedy | 1.01–4.10       | Anja Stadlober      |
| William „Billy Bones“ Manderly    | Tom Hopper             | 1.01–4.10       | Tommy Morgenstern   |
| Captain Charles Vane              | Zach McGowan           | 1.01–3.10       | Nicolas König       |
| Captain Jack Rackham              | Toby Schmitz           | 1.01–4.10       | Michael Deffert     |
| Anne Bonny                        | Clara Paget            | 1.01–4.10       | Vera Teltz          |
| Gates                             | Mark Ryan              | 1.01–1.08       | Lutz Schnell        |
| Mr. Scott                         | Hakeem Kae-Kazim       | 1.01–3.09       | Oliver Stritzel     |
| Richard Guthrie                   | Sean Cameron Michael   | 1.01–2.09       | Marcus Off          |
| Miranda Barlow                    | Louise Barnes          | 1.02–3.05       | Alexandra Wilcke    |
| Thomas Hamilton                   | Rupert Penry-Jones     | 2.01–2.05, 4.10 | Dietmar Wunder      |
| Woodes Rogers                     | Luke Roberts           | 3.01–4.10       | Timmo Niesner       |
| Captain Edward „Blackbeard“ Teach | Ray Stevenson          | 3.01–4.03       | Johannes Berenz     |
| Israel Hands                      | David Wilmot           | 4.01–4.10       | Tilo Schmitz        |
| Marion Guthrie                    | Harriet Walter         | 4.07–4.10       | Katharina Lopinski  |

### Nebendarsteller
| Rollenname                 | Schauspieler/in        | Episoden                                                                                 | Synchronsprecher/in                             |
| -------------------------- | ---------------------- | ---------------------------------------------------------------------------------------- | ----------------------------------------------- |
| Singleton                  | Anthony Bishop         | 1.01–1.02                                                                                | Jörg Hengstler                                  |
| Randall                    | Lawrence Joffe         | 1.01–2.05, 2.07–2.09                                                                     | Jan Spitzer                                     |
| Dufresne                   | Jannes Eiselen         | 1.01–1.05, 1.07–1.08                                                                     | Karlo Hackenberger                              |
| Dufresne                   | Roland Reed            | 2.01–2.07, 2.09, 3.01–3.04, 3.07                                                         | Karlo Hackenberger                              |
| Logan                      | Dylan Skews            | 1.01–2.06                                                                                | Julien Haggège                                  |
| Idelle                     | Lise Slabber           | 1.01–1.02, 1.05, 1.07–2.01, 2.03–2.08, 2.10, 3.02, 3.05–3.07, 3.09–4.04, 4.06–4.08, 4.10 | Nadine Zaddam                                   |
| Joshua                     | Richard Lukunku        | 1.01, 1.05–1.06, 1.08–2.09                                                               |                                                 |
| Joji                       | Winston Chong          | 1.01, 1.03–4.06, 4.08–4.09                                                               | stumm                                           |
| Captain Hume               | David Dukas            | 1.01, 2.02, 2.06, 2.09                                                                   | Peter Flechtner                                 |
| Dr. Howell                 | Alistair Moulton Black | 1.01, 1.07–2.01, 2.06, 2.10–3.05, 3.07, 4.01, 4.03                                       | Arne Stephan                                    |
| Morley                     | Jeremy Crutchley       | 1.01–1.04                                                                                | Tobias Lelle                                    |
| Noonan                     | Toni Caprari           | 1.02, 1.04                                                                               | Thomas Petruo                                   |
| Frasier                    | David Butler           | 1.02, 1.05–1.08, 2.02, 2.04, 2.08–2.10, 4.03–4.06, 4.10                                  | Peter Reinhardt                                 |
| Mrs. Mapleton              | Fiona Ramsay           | 1.02, 1.05, 1.07–1.08, 2.08, 2.10, 3.07, 3.09–3.10, 4.08, 4.10                           | Sabine Walkenbach                               |
| Captain Naft               | Graham Weir            | 1.02, 1.05–1.08, 2.02, 2.04                                                              | F.G.M. Stegers (1.02) / Peter Groeger (ab 1.05) |
| Captain Benjamin Hornigold | Patrick Lyster         | 1.03–1.08, 2.03–2.07, 2.09, 3.01–3.10                                                    | Reinhard Kuhnert                                |
| Pastor Lambrick            | Mark Elderkin          | 1.03–1.04, 1.06–1.07, 2.04–2.05, 2.09, 3.09, 4.01                                        | Kim Hasper                                      |
| Hamund                     | Neels Clasen           | 1.03–1.06                                                                                | Michael Iwannek                                 |
| Captain Dyfed Bryson       | Langley Kirkwood       | 1.04–1.06                                                                                | Torsten Sense                                   |
| De Groot                   | Andre Jacobs           | 1.04–2.08, 2.10–4.01, 4.04–4.09                                                          | Axel Lutter                                     |
| Hayes                      | Dean McCoubrey         | 1.04–1.06                                                                                | Thomas Schmuckert                               |
| Albinus                    | Garth Collins          | 1.04, 1.06–1.07                                                                          | Tilo Schmitz                                    |
| O’Malley                   | Karl Thaning           | 1.04–2.02                                                                                | Otto Strecker                                   |
| Muldoon                    | Richard Wright-Firth   | 1.04, 1.06, 1.08–2.03, 2.05–3.02                                                         | Gerrit Hamann                                   |
| Captain Geoffrey Lawrence  | John Herbert           | 1.05–1.08, 2.02, 2.04                                                                    | Marco Kröger                                    |
| Eme                        | Sibongile Mlambo       | 1.06–1.07, 2.03, 2.07–2.10, 3.05, 3.07, 4.03                                             | Tanya Kahana                                    |
| Babatunde                  | Patrick Lavisa         | 1.06, 2.03–2.05, 2.08–2.09                                                               |                                                 |
| Ned Low                    | Tadhg Murphy           | 2.01–2.03, 2.08                                                                          | Dennis Schmidt-Foß                              |
| Mr. Holmes                 | Nic Rasenti            | 2.01–2.03, 2.08                                                                          |                                                 |
| Jenks                      | Robert Hobbs           | 2.01, 2.03–2.05, 2.09–2.10                                                               | Jan-David Rönfeldt                              |
| Abigail Ashe               | Meganne Young          | 2.01, 2.03–2.10                                                                          | Anne Helm                                       |
| Dooley                     | Laudo Liebenberg       | 2.01–2.05, 2.08–4.09                                                                     | Christoph Banken                                |
| Vincent                    | Adrian Collins         | 2.01, 2.07–2.10                                                                          | Matti Klemm                                     |
| Nicholas                   | Tyrel Meyer            | 2.01, 2.07–2.08                                                                          | Matthias Deutelmoser                            |
| Admiral Hennessey          | Greg Melvill-Smith     | 2.02, 2.05                                                                               | Frank-Otto Schenk                               |
| Wayne                      | Calvin Hayward         | 2.02, 3.01–3.05, 3.07–3.10                                                               |                                                 |
| Peter Ashe                 | Nick Boraine           | 2.04–2.05, 2.08–2.10                                                                     | Andreas Müller                                  |
| Lord Alfred Hamilton       | Danny Keogh            | 2.04–2.05, 2.08                                                                          | Kaspar Eichel                                   |
| Augustus Featherstone      | Craig Jackson          | 2.05–2.06, 2.08–3.07, 3.09–4.10                                                          | Olaf Reichmann                                  |
| Linus Harcourt             | Andre Weideman         | 2.06                                                                                     | Ronald Nitschke                                 |
| Jacob Garrett              | Aidan Whytock          | 2.07, 3.03, 3.09–4.05                                                                    | Tim Knauer (2.07) / Michael Noack (ab 3.03)     |
| Colonel William Rhett      | Lars Arentz-Hansen     | 2.08–2.10                                                                                | Tobias Kluckert                                 |
| Mr. Underhill              | Russel Savadier        | 2.09, 3.09, 4.02                                                                         | Florian Krüger-Shantin                          |
| Tod                        | Jenna Saras            | 3.01                                                                                     |                                                 |
| Tod                        | Greig Rogers           | 3.02–3.03, 3.05                                                                          |                                                 |
| Dobbs                      | Richard Lothian        | 3.01–3.10                                                                                | Dennis Sandmann                                 |
| Mrs. Hudson                | Anna-Louise Plowman    | 3.02–3.07, 3.09–4.05, 4.07–4.08, 4.10                                                    | Claudia Gáldy                                   |
| Captain Chamberlain        | Jason Cope             | 3.02–3.04, 3.08–3.10                                                                     | Matthias Klages                                 |
| Ellers                     | Wilson Carpenter       | 3.02–3.06, 3.09–4.04, 4.07, 4.09–4.10                                                    | Otto Strecker                                   |
| Captain Throckmorton       | Dan Robbertse          | 3.03, 3.09–3.10                                                                          | Hans-Eckart Eckhardt                            |
| Reuben                     | Craig Hawks            | 3.03–3.06, 3.10–4.03                                                                     |                                                 |
| Colin                      | Rory Acton Burnell     | 3.03, 4.01–4.02, 4.04–4.05, 4.08–4.09                                                    | Felix Spieß (3.03) / Dennis Sandmann (4.09)     |
| Maroon Queen               | Moshidi Motshegwa      | 3.04–3.07, 3.09–3.10, 4.06–4.07, 4.10                                                    | Yolette Wunder                                  |
| Madi                       | Zethu Dlomo            | 3.04–4.10                                                                                | Tanja Fornaro                                   |
| Ben Gunn                   | Chris Fisher           | 3.04–4.02, 4.04, 4.06–4.10                                                               | Bastian Sierich                                 |
| Udo                        | Sivuyile Ngesi         | 3.04, 3.06–3.07, 3.10                                                                    |                                                 |
| Kofi                       | Andrian Mazive         | 3.04–4.08                                                                                |                                                 |
| Pardon-Offizier            | Michael Kirch          | 3.04–3.06                                                                                | Dirk Müller                                     |
| Lieutenant Perkins         | Francis Chouler        | 3.04–3.07, 3.09                                                                          |                                                 |
| Major Rollins              | Garth Breytenbach      | 3.07–3.08, 3.10                                                                          | Matthias Kupfer                                 |
| Hornigold's Bootsmann      | Roger Thomas           | 3.08–3.10                                                                                |                                                 |
| Dr. Marcus                 | Wayne Harrison         | 3.08–3.10                                                                                | Sven Brieger                                    |
| Mr. Soames                 | Adam Neill             | 3.09–4.01, 4.04–4.08, 4.10                                                               | Bernd Vollbrecht                                |
| Captain Berringer          | Chris Larkin           | 4.01–4.03                                                                                | Pierre Peters-Arnolds                           |
| Lieutenant Utley           | Dale Jackson           | 4.01–4.10                                                                                | Florian Hoffmann                                |
| Lieutenant Kendrick        | Clyde Berning          | 4.01, 4.03–4.04                                                                          |                                                 |
| Richter Adams              | Mike Westcott          | 4.01–4.03                                                                                | Thomas Kästner                                  |
| Lieutenant Burrell         | Milton Schorr          | 4.01–4.04                                                                                |                                                 |
| Obi                        | Sizo Mahlangu          | 4.01–4.08, 4.10                                                                          |                                                 |
| Ruth                       | Tinah Mnumzana         | 4.02, 4.04, 4.06–4.07, 4.10                                                              |                                                 |
| Zaki                       | Apolinhalo Antonio     | 4.03, 4.05–4.06                                                                          |                                                 |
| Julius                     | Tony Kgoroge           | 4.04, 4.06–4.07, 4.10                                                                    | Dennis Schmidt-Foß                              |
| Tom Morgan                 | Anton Dekker           | 4.04, 4.07, 4.10                                                                         | André Beyer                                     |
| Molin                      | Theo Landey            | 4.04–4.05, 4.08, 4.10                                                                    |                                                 |
| Gouverneur Raja            | Ilay Kurelovic         | 4.05–4.06                                                                                |                                                 |
| Joseph Guthrie             | Guy Paul               | 4.07–4.08                                                                                | Georg Tryphon                                   |
| Lakai                      | Mpho Osei-Tutu         | 4.07–4.08, 4.10                                                                          |                                                 |
| Mary Read / Mark Read      | Cara Roberts           | 4.10                                                                                     | Anne Düe                                        |
| James Oglethorpe           | Robert Fridjhon        | 4.10                                                                                     | Axel Malzacher                                  |

## Ausstrahlung
Die weltweite Erstausstrahlung der ersten Folge erfolgte am 18. Januar 2014 auf Youtube und anderen Video-on-Demand- und Streaming-Plattformen.

### Vereinigte Staaten
Die Ausstrahlung im Kabelfernsehen in den USA begann am 25. Januar 2014 beim Kabelsender Starz und erreichte dabei 0,85 Millionen Zuschauer. Rechnet man die Online-Plattform und die Wiederholungen mit ein, erreichte die Pilotfolge insgesamt 3,5 Millionen Zuschauer. Dies stellt die bislang erfolgreichste Serienpremiere des Senders dar. Die restlichen Episoden der vier Staffeln 2014 bis 2017 von Starz ausgestrahlt.
Seit dem April 2024 werden alle vier Staffeln in den USA auch auf Netflix angeboten.

### Deutschsprachiger Raum
In Deutschland wurde die erste Staffel ab dem 20. April 2014 wöchentlich in Doppelfolgen vom Pay-TV-Sender ProSieben Fun gezeigt. Die Ausstrahlung im Free-TV fand ab dem 25. Juli 2014 mit je drei Folgen an einem Abend bei ProSieben statt.
Während der erste Sendetermin einen Anteil von 13,5 Prozent in der Zielgruppe erreichte, fiel dieser in der zweiten Woche auf 7,9 Prozent. Der dritte Sendetermin wurde aufgrund der mangelnden Einschaltquote kurzfristig von 20.15 Uhr auf 22.30 Uhr verlegt.
Die Ausstrahlung der zweiten Staffel erfolgte vom 8. bis zum 10. Mai 2015 auf ProSieben Maxx.
Die dritte Staffel wurde ab 23. Februar 2017 auf ProSieben Fun ausgestrahlt.
Die komplette vierte und letzte Staffel wurde am 1. April 2017 auf Maxdome veröffentlicht.

## Rezeption

### Englischsprachiger Raum
Die Kritik in den USA war gemischt und bestand zum Teil aus oft sehr gegensätzlichen Kritiken. Auf der Aggregator-Seite Rotten Tomatoes erhielten alle vier Staffeln Black Sails eine über die Staffeln gemittelte Tomatometerbewertung von 81 % mit einer durchschnittlichen Bewertung von 6,6 aus 10 Punkten basierend auf einer Auswertung von 71 Kritiken, von denen 52 eher positiv (fresh) und 19 eher negativ (rotten) ausgefallen waren. Die Aggregator-Seite Metacritic kommt zu einer Gesamtbewertung von 59 aus 100 Punkten. Hierzu wurden 33 Kritiken ausgewertet, von denen 17 positiv, 14 gemischt und 2 negativ ausgefallen waren.
In England erschienen im Independent und im Guardian weitgehend positive Kritiken zu Black Sails. James Rampton (The Independent) bezeichnet die Serie als eine Art „The Wire on waves“, die eine dunkle, komplexe Geschichte erzähle und sich deutlich von den konventionellen Piratendarstellungen absetze. Luke Holland (The Guardian) findet, dass Black Sails ein betörendes Epos sei. Es besitze breit angelegte Hintergrundgeschichten, in der sich die Figuren langsam entfalten. Trotz aller Action sei Black Sails mehr eine Charakterstudie als eine Abenteuergeschichte.
In Australien erschien eine positive Kritik im Sydney Morning Herald. Dort schreibt Michael Idato, dass sich die Serie von der üblichen Darstellung des Genre abhebe. Black Sails sei ein ehrgeiziges Projekt, das Eigenschaften eines historischen Dramas besitze: eine komplexe Geschichte, die auch politische Entwicklungen und Fragen aufgreife, und damit so etwas wie ein Politthriller im Piratenzeitalter sei.

### Deutschsprachiger Raum
Die Kritik im deutschsprachigen Raum fiel durchwachsen aus. Häufig wurden Vergleiche zu dem ZDF-Vierteiler von 1966 Die Schatzinsel mit Michael Ande und den Pirates-of-the-Caribbean-Verfilmungen mit Johnny Depp gezogen und Black Sails im Vergleich zu ihnen meist negativ beurteilt.
Eine der wenigen weitgehend positiven Kritiken erschien in der Frankfurter Rundschau. Dort schrieb Harald Keller, dass die mit beträchtlichem Aufwand in Südafrika gedrehte Serie alles biete, was man von einer „zünftigen“ Piratenserie erwarten könne. Die Einbettung in historische politische Veränderungen um 1715, die Integration historischer Figuren wie Charles Vane, Benjamin Hornigold und Anne Bonny und ein für manche schockierender Realismus sorgten zudem auch für spannende Unterhaltung bei Zuschauern, die mehr als ein reines Action-Spektakel sehen möchten. Insgesamt sei die Serie eine Mischung aus Abenteuer, politischer Parabel und realistischem Seeräuber-, Soldaten- und Hurenalltag.
Christoph Schröder sieht Black Sails auf Zeit Online als einen (misslungenen) Grenzgang zwischen Realismus und „blitzender“ Ironie. Er stört sich am guten Aussehen und den strahlenden Gebissen der Hauptdarsteller und empfindet, dass die Darstellung von Nassau der eines „kollektiven Freizeitparks“ gleiche. Schließlich sehnt er sich Jim Hawkins aus Die Schatzinsel herbei und kommt zu einer Bewertung von „drei von zehn Gummi-Piratensäbeln“.
Matthias Pöls schreibt in der Hannoverschen Allgemeinen Zeitung in einer Kritik über die erste Folge der Serie, dass Black Sails eine Art Gute Zeiten, schlechte Zeiten im „witz- und schreckenslosen Popgewand“ sei. Er sieht Luke Arnold als eine Fehlbesetzung für Long John Silver an und ist der Meinung, dass er wesentlich besser in einer Zahnpastawerbung aufgehoben sei. Zuschauer, die insbesondere aufgrund des Produzenten Michael Bay dauerhaft rasante Action erwarten, würden enttäuscht und stattdessen von in einem „überholten Jugendjargon quatschenden hirnlosen Charakteren“ genervt. Weiterhin kritisiert Pöls die weiblichen Rollen des Films, die aus seiner Sicht ein fragwürdiges Frauenbild transportieren und Frauen als „ständig lüsternde“, zeigefreudige und schwache Wesen darstellen.
Die Abendzeitung findet in ihrer Kritik der ersten Folge, dass Black Sails eine „Mischung aus ‚Fluch der Karibik‘-Setting und blutiger ‚Spartacus‘-Action“ sei, die an einer „etwas verschnarchten Story“
leide, die lediglich durch „müde Dialoge“ anstatt „opulenter Bilder“ vorangetrieben werde. Insgesamt beklagt sie ein Fehlen von „Anspruch, Authentizität und Originalität“.
Christoph Fröhlich vergleicht im Stern Black Sails mit den Serien Spartacus und Game of Thrones. Er findet, dass die Kampfsequenzen nicht so packend wie bei Spartacus inszeniert seien und die Handlung die Komplexität und Raffinesse von Game of Thrones nicht erreiche. Zudem merke man an den billig wirkenden Special Effects, dass Black Sails nicht das gleiche Budget wie Game of Thrones zur Verfügung stehe. Fröhlich vermisst vielschichtige Charaktere und empfindet viele Figuren als zu holzschnittartig, des Weiteren sieht er einige Logikpatzer und kritisiert die unrealistisch weißen Zähne der Piraten. Positiv beurteilt er hingegen die Integration historischer Piraten in die Handlung. Diese werde außerdem in der zweiten Hälfte der ersten Staffel deutlich spannender und man bekomme dann doch noch alles zu sehen, was gute Piraten-Action ausmacht.
Wolfram Knorr bespricht die DVD-Ausgabe der ersten Staffel in der Weltwoche und findet, dass die Serie besser als ihr Ruf sei. Liebhaber des Genres kommen aus seiner Sicht voll auf ihre Kosten.
Felix Böhme von Serienjunkies.de schreibt in einer Kritik zur Pilotfolge, dass „die neue Starz-Serie wohl als eher einfache Unterhaltung ohne viele Nuancen“ daherkommt, und führt weiter aus, dass Zuschauer mit Anspruch auf Authentizität und Glaubwürdigkeit enttäuscht werden. Er zieht das Fazit, dass es bei Black Sails nur „bei einem eher müden oder gar ironischen Lächeln“ bleiben wird, und vergibt 2 von 5 Sternen als Gesamtbewertung. Christian Schäfer von Serienjunkies.de, der die Kritik zu den Folgen 2 bis 8 verfasste, kommt hingegen zu einer deutlich positiveren Bewertung und vergibt für die weiteren Folgen Bewertungen von 3 bis zu 4,5 Sternen. In der Kritik zu der mit 4 Sternen bewerteten zweiten Folge schreibt Schäfer, dass die Serie sich nach einem holprigen Start verbessert habe und genau an der richtigen Stellen weiterbaue, nämlich an den Figuren, dem Weltbild und der Handlung. Die Motive und Taten der beteiligten Figuren werden so verständlicher und auch ihre gesellschaftlichen und politischen Vorstellungen werden beleuchtet. Dadurch biete Black Sails mehr als nur „Blut und Nippel“ und setze sich so von anderen Serien ab. In seiner Kritik zu der mit 4,5 Sternen bewerteten letzten Folge zieht Schäfer auch ein abschließendes Resume zur ersten Staffel und meint, dass es den Autoren gelungen sei, ein beeindruckendes Figurengeflecht zu kreieren und ein Weltbild zu entwerfen, das zwar nicht immer historisch sein mag, doch sehr glaubwürdig wirke.

## Auszeichnungen
Bei den 66. Primetime Creative Arts Emmy Awards wurde Black Sails viermal nominiert, in den Kategorien Outstanding Main Title Theme Music, Outstanding Main Title Design, Outstanding Special Visual Effects und Outstanding Sound Editing für eine Serie. Gewinnen konnte sie davon zwei, den für die Outstanding Special Visual Effects und das Outstanding Sound Editing für eine Serie.